# Antti Favén

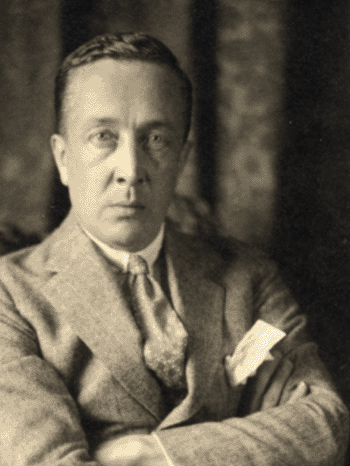
Antti Favén 1919.

Yrjö Antti Favén, född 20 maj 1882 i Helsingfors, död 17 oktober 1948 i Stockholm, var en finländsk konstnär. 
Han var son till lektor Oskar Favén, ursprungligen Uotila, och Ida Bertha Hildegard Hjelt och under en period gift med Maria Vivica Scalon.  
Efter avlagd studentexamen studerade Favén två år vid universitetet, men övergick därefter till Finska konstföreningens ritskola där han studerade 1900-1901 han fortsatte sin konstnärliga utbildning i Paris 1902-1913. Att vistelsen i Frankrike blev så lång medförde att hans konst fick en mer internationell prägel än hans samtida finska konstnärskolleger. Han tog även intryck från sin farbror Aukusti Uotilas måleri. Han ställde ut sin konst första gången redan 1902 och var verksam  som figur, landskapsmålare, karikatyrtecknare, illustratör som porträttmålare blev han mycket uppburen i Finland och utsågs till Finlands officielle porträttmålare för att utföra porträtt av politiskt verksamma personer där ett av hans mest kända verk är porträttet av Gustaf Mannerheim och de karaktärsfulla porträtten av Pehr Evind Svinhufvud, Kaarlo Juho Ståhlberg och Jean Sibelius. Till hans bästa porträtt räknas målningen av Eino Leino där han i svartgrå och bruna färger mästerligt har lyckats förmedla intrycket av modellens personlighet till åskådaren. Han utförde 1930 ett porträtt av Gustav V till Ehrensvärdssällskapets stora festsal på Sveaborg.
I samband med att det finsk-ryska vinterkriget utbröt 1939 flyttade han till Stockholm och fortsatte sin porträttverksamhet där fram till sin död 1948. Bland annat målade han ett porträtt av Fredrik Ström för Stockholms stadshus. Favén är bland annat representerad vid Ateneum i Helsingfors, Åbo konstmuseum, Riksdagens samlingar i Helsingfors, Helsingfors stadsmuseum, Helsingfors konstmuseum, Tavastehus konstmuseum, Mannerheim-museet, Krigsmuseet i Helsingfors och Finlands nationalmuseum.